# Блексвілл (Західна Вірджинія)
Блексвілл (англ. Blacksville) — місто (англ. town) в США, в окрузі Мононґалія штату Західна Вірджинія. Населення — 118 осіб (2020).

## Географія
Блексвілл розташований за координатами 39°42′56″ пн. ш. 80°12′53″ зх. д. / 39.71556° пн. ш. 80.21472° зх. д. (39.715642, -80.214711).  За даними Бюро перепису населення США в 2010 році місто мало площу 0,80 км², з яких 0,78 км² — суходіл та 0,02 км² — водойми.

## Демографія
Згідно з переписом 2010 року, у місті мешкала 171 особа в 69 домогосподарствах у складі 46 родин. Густота населення становила 214 особи/км².  Було 79 помешкань (99/км²).
Расовий склад населення:
| - 97,1 % — білих |

До двох чи більше рас належало 2,9 %. Частка іспаномовних становила 0,0 % від усіх жителів.
За віковим діапазоном населення розподілялося таким чином: 25,1 % — особи молодші 18 років, 62,6 % — особи у віці 18—64 років, 12,3 % — особи у віці 65 років та старші. Медіана віку мешканця становила 35,2 року. На 100 осіб жіночої статі у місті припадало 106,0 чоловіків;  на 100 жінок у віці від 18 років та старших — 106,5 чоловіків також старших 18 років.
Середній дохід на одне домашнє господарство  становив 55 972 долари США (медіана — 46 250), а середній дохід на одну сім'ю — 53 960 доларів (медіана — 43 333). Медіана доходів становила 45 417 доларів для чоловіків та 46 563 долари для жінок. За межею бідності перебувало 29,4 % осіб, у тому числі 49,1 % дітей у віці до 18 років та 0,0 % осіб у віці 65 років та старших.
Цивільне працевлаштоване населення становило 59 осіб. Основні галузі зайнятості: освіта, охорона здоров'я та соціальна допомога — 45,8 %, сільське господарство, лісництво, риболовля — 22,0 %, будівництво — 20,3 %.